# Nick Barker
Nicholas Howard Barker es un baterista británico proveniente de Hillsborough, Sheffield, Inglaterra, pero vive en Northwich, Inglaterra. Es el baterista de la banda de Grindcore estadounidense, Brujería, Shining y de la banda británica Lock Up.

## Biografía
Después de una larga participación en la banda británica de Metal Extremo Cradle of Filth, Barker se unió a la banda noruega de black metal sinfónico Dimmu Borgir. Barker participó en la última producción de Brujería, bajo el nombre de Hongo Jr, y más adelante con Old Man's Child y Lock Up.
Nicholas estuvo como baterista en vivo para la banda noruega de Black metal Gorgoroth, en la versión de Gaahl y King ov Hell en el 2007 y 2008.
Se anunció el 15 de enero de 2008 que Barker es ahora el nuevo baterista de tiempo completo de las bandas Atrocity y Leaves' Eyes, pero se anunció más adelante que su participación en Leaves' Eyes no sería definitiva, debido a unos problemas de su vida personal.
Poseedor de una excelente técnica de doble pedal y un trabajo extremadamente exacto en blast beats, sus habilidades sobrepasan a muchos, y es indudablemente uno de los mejores bateristas en el género metal extremo. Su técnica es tan precisa y veloz que llega a dar 390 golpes de pedal por minuto.
En el video de Dimmu Borgir, "World Misanthropy" (2002), él mencionó que sus mayores influencias son: The Beatles, Rush, Iron Maiden, Slayer, Dark Angel, Morbid Angel, Death y Strapping Young Lad.
Nick fue miembro de Benediction y recientemente es miembro en directo de la banda Exodus en reemplazo de Tom Hunting quien se tomó un descanso temporal. También participó como baterista de sesión en la banda Venezolana de black metal, Noctis Imperium.
Actuó con la banda chilena Criminal para abrir el show de Metallica en dicho país el 26 de enero de 2010.
En 2022, Barker fue hospitalizado varias veces, incluso mientras giraba, y su estado ha empeorado. El músico se sometió en varias ocasiones a diálisis. Por este motivo, en 2023 Brandi Campanile creó una campaña de recaudación de fondos a su nombre, por medio de la página GoFoundMe.

## Discografía

### Ancient
- Back to the Land of the Dead (2016, Soulseller Records)

### Brujería
- Brujerizmo (2000, Roadrunner Records) Hongo Jr.
- ¡Viva Presidente Trump! Single (2016, Nuclear Blast) Hongo Jr.
- Pocho Aztlan (2016, Nuclear Blast) Hongo Jr.

### Cradle of Filth
- The Principle of Evil Made Flesh (1994, Cacophonous Records)
- V Empire (or Dark Faerytales in Phallustein) (1996, Cacophonous Records)
- Dusk... and Her Embrace (1996, Music For Nations)
- Cruelty and the Beast (1998, Music For Nations)
- From the Cradle to Enslave (1999, Music for Nations) (1 track: Funeral in Carpathia re-recording)

### Dimmu Borgir
- Puritanical Euphoric Misanthropia (2001, Nuclear Blast)
- Alive in Torment EP (2001, Nuclear Blast)
- Live Misanthropy EP (2002, Nuclear Blast)
- World Misanthropy DVD (2002, Nuclear Blast)
- Death Cult Armageddon (2003, Nuclear Blast)

### Liquid Graveyard
- By Nature So Perverse (2016, Sleazy Rider Records)

### Lock Up
- Pleasures Pave Sewers (1999, Nuclear Blast)
- Hate Breeds Suffering (2002, Nuclear Blast)
- Play Fast Or Die (Live In Japan) (2004, Toy Factory)
- Necropolis Transparent (2011, Nuclear Blast)
- Demonization (2017, Listenable)

### Monolith
- Sleep With The Dead 7" (1992, Cacophonous Records)
- Tales of the Macabre (1993, Vinyl Solution)

### Old Man's Child
- In Defiance of Existence (2003, Century Media Records)

### Twilight of the Gods
- Fire on the  Mountain (2013, Season of Mist)

### Winter's Thrall
- In:Through:Out EP (2007, self-released)

### Noctis Imperium
- The Age Of The Golden Dawn LP

## Como baterista de sesión
- Cancer - baterista en vivo en el 2004
- Nightrage - baterista en vivo en el 2004
- Anaal Nathrakh - baterista en vivo en el 2004.
- Gorgoroth (versión de Gaahl, actualmente conocida como God Seed) - baterista en vivo en el 2007.
- Testament - baterista en vivo en el 2007.
- Divine Heresy - baterista de sesión en el 2007 en la canción 'Rise of the scorned' del álbum Bleed the Fifth.
- Noctis Imperium *  - baterista de sesión en el 2008 en el álbum 'Glorification Of Evil: The Age Of The Golden Dawn'.
- Exodus - gira actual
- The More I See - gira actual
- Anathema - Bloodstock Open Air UK Festival 2009
- Ancient - gira actual
- Criminal (teloneando a Metallica) - batería en vivo en Santiago (enero 2010)
- Possessed - baterista durante gira 2014.
- Obskkvlt - batería en 2017 en su disco "Blackarhats".
- Brujería - batería en vivo Wacken Open Air 2017.